# Milešov
Milešov (německy Mileschau) je obec v okrese Příbram ve Středočeském kraji, asi 17 km jihozápadně od Sedlčan. Žije zde 329 obyvatel.

## Historie
První písemná zmínka o obci pochází z roku 1323. Obec známá od středověku dolováním zlata (z milešovského zlata byl vyroben zlatý řetěz pražských primátorů), později dolování antimonu do 70. let 20. století. Královna Eliška Přemyslovna postoupila své právo v dědičný nájem havířům, i ostatním, kteří se v Milešově usídlili. Po její smrti byly tyto výsady potvrzeny 11. ledna 1341 Janem Lucemburským. Za jeho vlády bylo použito zlato z místních dolů na ražbu zlatých mincí. Práva milešovských a krásnohorských havířů potvrdil následně roku 1351 Karel IV., 1458 Jiří z Poděbrad, 1478 Vladislav Jagellonský, 1539 Ferdinand I. Před třicetiletou válkou v místních dolech pracovalo 300 horníků. Po válce došlo k úpadku v dolování. V 17. století bylo mezi horníky velké množství vyznavačů protestantismu. V Krásné Hoře měli svého pastora. Po bitvě na Bílé hoře byli zastánci této víry krutě pronásledováni. V roce 1629 byli ti, kteří se nezřekli své víry zatčeni, uvězněni na Vysokém Chlumci.
K systematickému těžení antimonové rudy došlo po roce 1835. Kolem roku 1850 byla zřízena první huť na dobývání antimonu. Nejstarší byl Svatováclavský důl, zvaný též Václavka, kde probíhala těžba již od roku 1835. V roce 1871 koupil doly pražský měšťan Emanuel Kittl, který zde vybudoval na tehdejší poměry moderní hutnický a hornický podnik. E. Kittl nechal provést důkladné a nákladné opravy a stavby za více než půl milionu zlatých, byly otevřeny zpustlé doly a štoly. Během dalších let byl nucen přijmout kvůli ztenčujícímu se kapitálu, další společníky. Byla vytvořena akciová cizozemsko-židovská společnost. V roce 1893 zde pracovalo 1 200 horníků a hutníků. Antimonová ruda se vyvážela i do ciziny. Po vyčerpání rudných žil a i kvůli neodbornému vedení podílníků se slibná budoucnost milešovských dolů zastavila. Podnik byl roku 1900 prodaný anglické akciové společnosti. V dalších letech došlo k poklesu ceny antimonu, společnost byla zadlužená, dělníci byli propuštěni. Další majitelé dolů se střídali. Pro nedostatek finančních prostředků byl celý podnik zabaven a prodán ve veřejné dražbě v roce 1913. Zakoupil jej Ing. Zikmund Metzl. O tři roky později byly doly opět pronajaté. V roce 1917 byly postaveny koleje pro koňskou vlečnou dráhu z Milešova do Krásné Hory. V srpnu 1919 závod vyhořel. V roce 1923 byly práce zastaveny, provoz byl opět obnoven v roce 1940. Majitelem dolů byly České montánní podniky Praha.
V roce 1890 byla postavena silnice vedoucí z Milešova do Milevska, v roce 1908 silnice z Milešova do Krásné Hory. Sbor dobrovolných hasičů byl v obci založen roku 1895, jednota Sokol 1919. Farním úřadem náležel Milešov k Lašovicům, lékař byl v Kovářově. Poštovní úřad, četnická stanice a škola byly v Milešově. První zmínky o škole v Milešově jsou z roku 1778, kdy se občan Jakub Křesina dohodl s obcí, že se jeho rod zaškolí, že on a posléze i jeho synové budou vyučovat a také na obecním pozemku na své náklady postaví domek, určený pro výuku. Až do roku 1853 skutečně podle smlouvy Křesinovi vyučovali v domku čp. 24. Stavba nové školní budovy byla zahájena roku 1892 a byla dokončena rok poté.
Při vojenských pozorovacích manévrech se v roce 1929 nad vrchem Chlum, severním směrem od Milešova, u Předního Chlumu srazila a roztříštila dvě letadla. Trosky dopadly daleko od sebe. Tři letci zahynuli (jeden nadporučík a dva četaři). Na místě dopadu byly postaveny dva kamenné pomníky s podobenkami. Třetí, honosný pomník byl postaven poblíž kostela svatého Mikuláše v nedaleké Krásné Hoře.
V roce 1930 bylo v Milešově vedeno 86 popisných čísel a 409 obyvatel. V roce 1940 88 popisných čísel a 460 obyvatel.

## Obecní správa

### Části obce
- Klenovice (k. ú. Orlické Zlákovice)
- Milešov (k. ú. Milešov nad Vltavou)
- Přední Chlum (k. ú. Přední Chlum)

Součástí obce jsou také základní sídelní jednotky Hřebeny a Klenovice-chatová oblast. K obci patří také Bárta, Bučina, Hatě, Loužek I, Loužek II, Na Cukavě, Na Horách, Na Hrachovce, Popelíky, Salaš, Struhy, Struhy I, Struhy II, Struhy III, Trhovky, U Jarošů, U Jozávků, U Kolnů, U Palouzů, U Ptázků, U Šalamounů, U Šplíchalů, U Šveců, V Borech, V Jahodném, V Kozlíkách, V Lipí a V Lomech.
Sousedními obcemi sídla jsou Solenice, Bohostice, Zduchovice, Klučenice a Krásná Hora nad Vltavou.

### Územněsprávní začlenění
Dějiny územněsprávního začleňování zahrnují období od roku 1850 do současnosti. V chronologickém přehledu je uvedena územně administrativní příslušnost obce v roce, kdy ke změně došlo:
- 1850 země česká, kraj Plzeň, politický okres Březnice, soudní okres Mirovice[8]
- 1855 země česká, kraj Písek, soudní okres Mirovice
- 1868 země česká, politický okres Písek, soudní okres Mirovice
- 1873 země česká, politický i soudní okres Milevsko[9]
- 1939 země česká, Oberlandrat Tábor, politický i soudní okres Milevsko[10]
- 1942 země česká, Oberlandrat České Budějovice, politický okres Tábor, soudní okres Milevsko[11]
- 1945 země česká, správní i soudní okres Milevsko[12]
- 1949 Českobudějovický kraj, okres Milevsko[13]
- 1960 Středočeský kraj, okres Příbram
- 2003 Středočeský kraj, okres Příbram, obec s rozšířenou působností Sedlčany

## Společnost

### Rok 1932
V roce 1932 byly v obci Milešov nad Vltavou (446 obyvatel, poštovní úřad, telegrafní úřad, telefonní úřad, četnická stanice) evidovány tyto živnosti a obchody: České montánní podniky – Milešovské doly a hutě, 2 hostince, kolář, kovář, krejčí, 2 mlýny, obchod s obilím, 2 obuvníci, pila, pojišťovací jednatelství, řezník, 4 obchody se smíšeným zbožím, Spořitelní a záložní spolek pro Milešov u Sedlčan, tesařský mistr, 2 trafiky.

## Pamětihodnosti
- Romantický zámeček nechal postavit roku 1871 majitel dolů a mecenáš umělců Emanuel Kittl. Zde prožila dětství jeho dcera, pěvkyně Ema Destinnová. Stavba byla později pojmenovaná jako Destinov.

- Kostel na vršku nad obcí je zasvěcený Nanebevzetí Panny Marie. Podle pamětní desky umístěné u vchodu do kostela byl položený základní kámen 19. července v roce 1903. Rok poté byla stavba dokončena. V následujícím roce 1905 byla dokončena výzdoba interiéru a vnitřního vybavení kostela. Kostel byl vysvěcen 14. 7. 1907. U vchodu do kostela je umístěný prostý kříž na kamenném podstavci. Podle tohoto druhého zdroje byl kostel postaven již roku 1902.[7]

- Před kostelem Nanebevzetí Panny Marie se na stejném vršíku nalézá kaple se zvonicí.

## Osobnosti
- Ema Destinnová (1878–1930), strávila v Milešově své mládí, žila zde se svými rodiči.[7]

## Doprava

### Dopravní síť
Obcí vede silnice II/102 Praha-Zbraslav – Štěchovice – Chotilsko – Nečín – Obory – Kamýk nad Vltavou – Krásná Hora nad Vltavou – Milešov – Milevsko. Do obce dále vedou silnice III. třídy. Železniční trať ani stanice či zastávka na území obce nejsou.

### Autobusová doprava 2024
Autobusovou dopravu v obci Milešov zajišťují společnosti Arriva Střední Čechy a ČSAD AUTOBUSY České Budějovice. Obec je součástí Pražské integrované dopravy (PID). V obci se nachází zastávka Milešov. U obce, na silnici II/102, se nachází zastávka Milešov,rozc. V Klenovicích se nachází zastávka Milešov,Klenovice, v Hřebenech zastávka Milešov,Hřebeny a poblíž Předního Chlumu zastávky Milešov,Přední Chlum a Milešov,Přední Chlum,Popelíky. Obec obsluhují tři autobusové linky: 480, 549 a 360852. Zastávku Milešov,rozc. obsluhuje také linka 420, která vede z Prahy ze Smíchovského nádraží a pokračuje dále přes Dobříš, Kamýk nad Vltavou, Krásnou Horu nad Vltavou až do Milevska. Linka 480 propojuje Příbram s Lešeticemi, Milínem, Pečicemi, Cetyní, Bohosticemi, Solenicemi, Milešovem, Klučenicemi, Kovářovem a Milevskem. Linka 549 spojuje Sedlčany, Vysoký Chlumec, Petrovice, Krásnou Horu nad Vltavou, Milešov a Klučenice. Autobusová linka 360852 zajišťuje spojení mezi Milevskem, městysem Kovářov, obcemi Klučenice a Milešov a dalšími vesnicemi.

### Lodní doprava 2024
Na Popelíkách se nachází přístaviště Popelíky a na Trhovkách přístaviště Trhovky (v k. ú. Těchnice). Orlickou lodní dopravu provozuje společnost QUARTER s.r.o. Služba je dostupná každoročně v letní sezóně od 1. července do 31. srpna.

## Turistika
- Cyklistika – Obcí procházejí cyklotrasy č. 111 Sedlčany – Krásná Hora nad Vltavou – Milešov – přehradní hráz Orlík – Dolní Líšnice a č. 8140 Milešov – Onen Svět – Petrovice.
- Pěší turistika – Územím obce vedou turistické trasy  Vestec – Hojšín – Kamýk nad Vltavou – Struhy – Přední Chlum – Solenice,  Solenice – Trhovky – Radava – Kostelec nad Vltavou a  ze Solenic přes Milešov na Onen Svět a Petrovice.

## Galerie

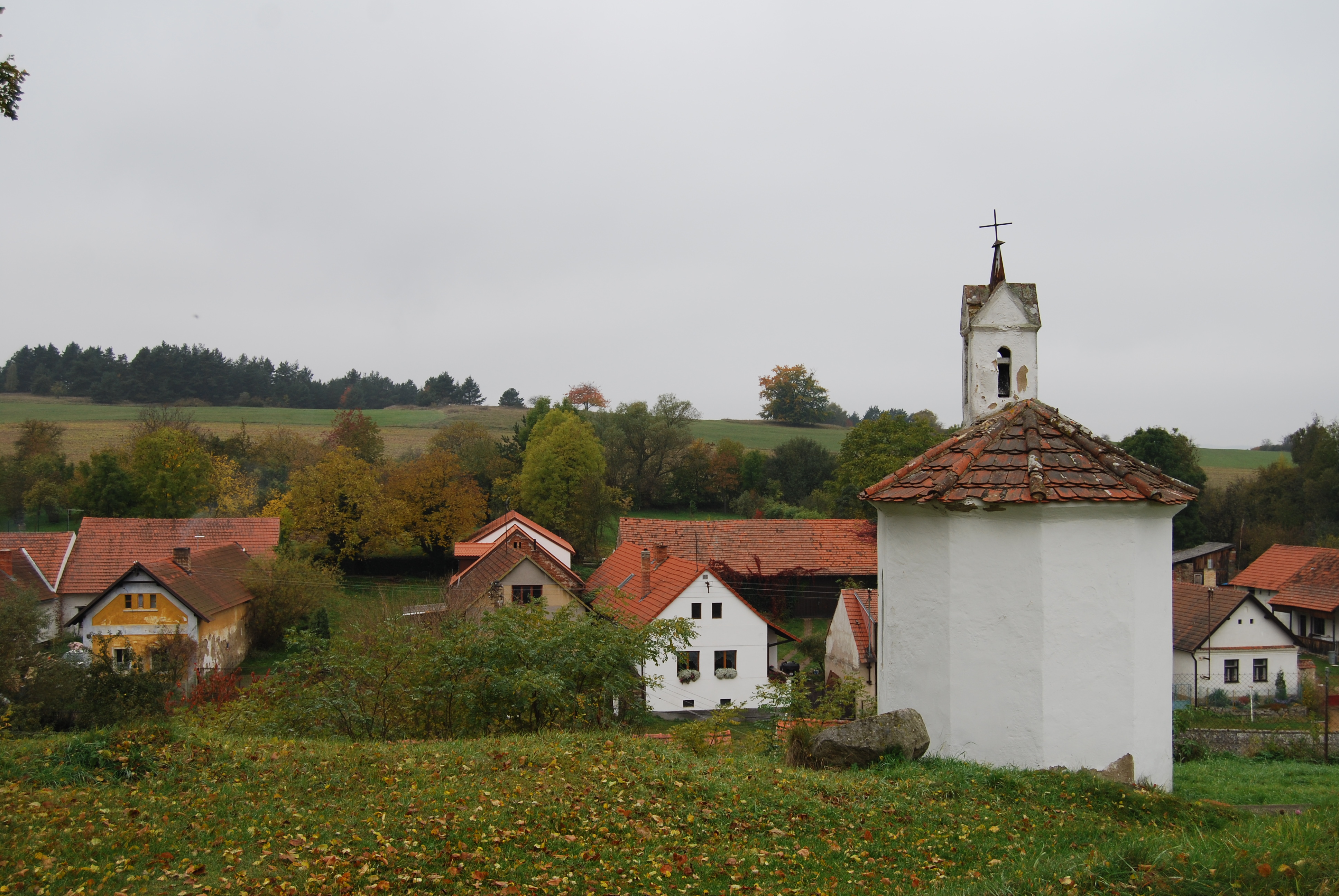
Pohled na část obce a kapli
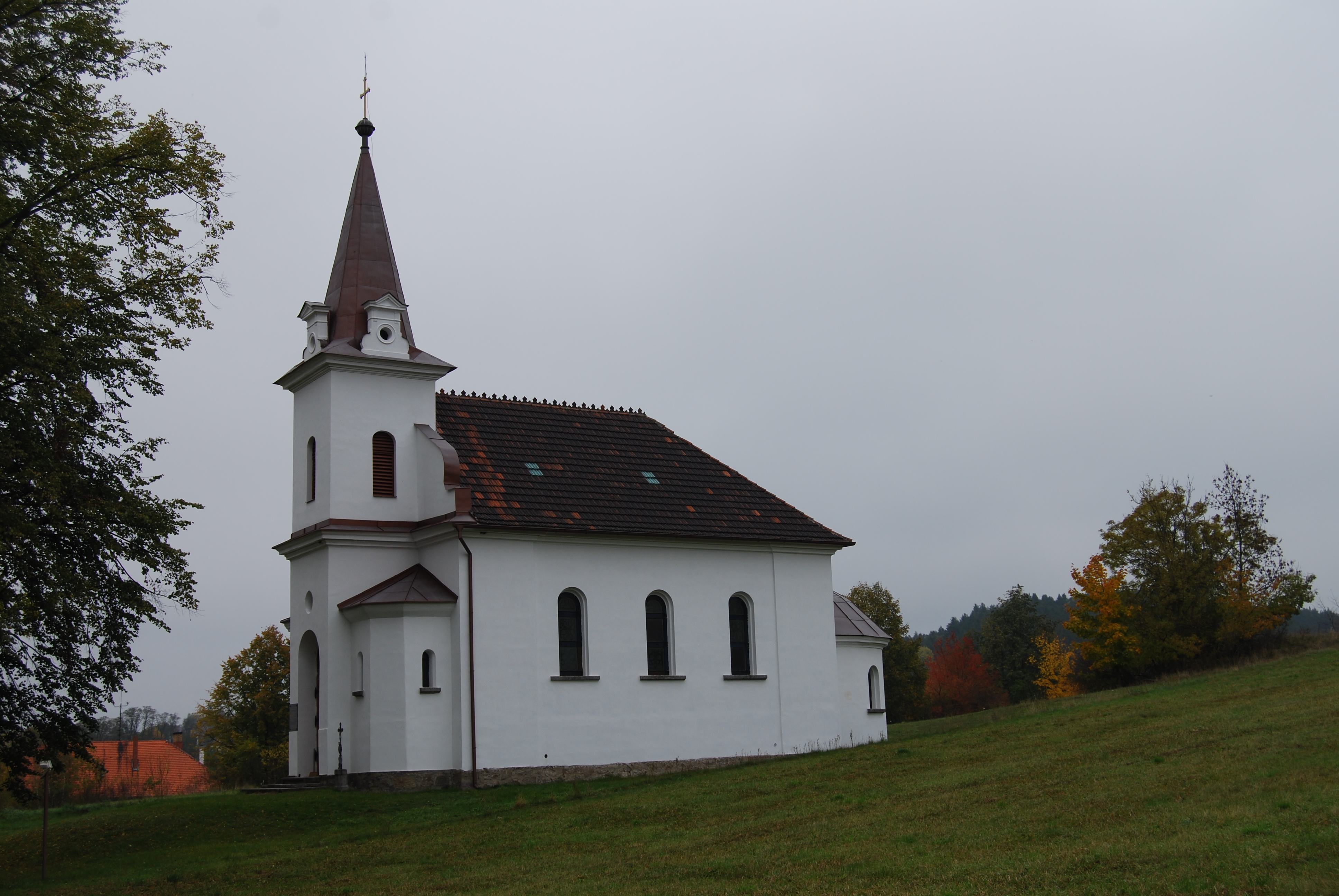
Kostel Nanebevzetí Panny Marie
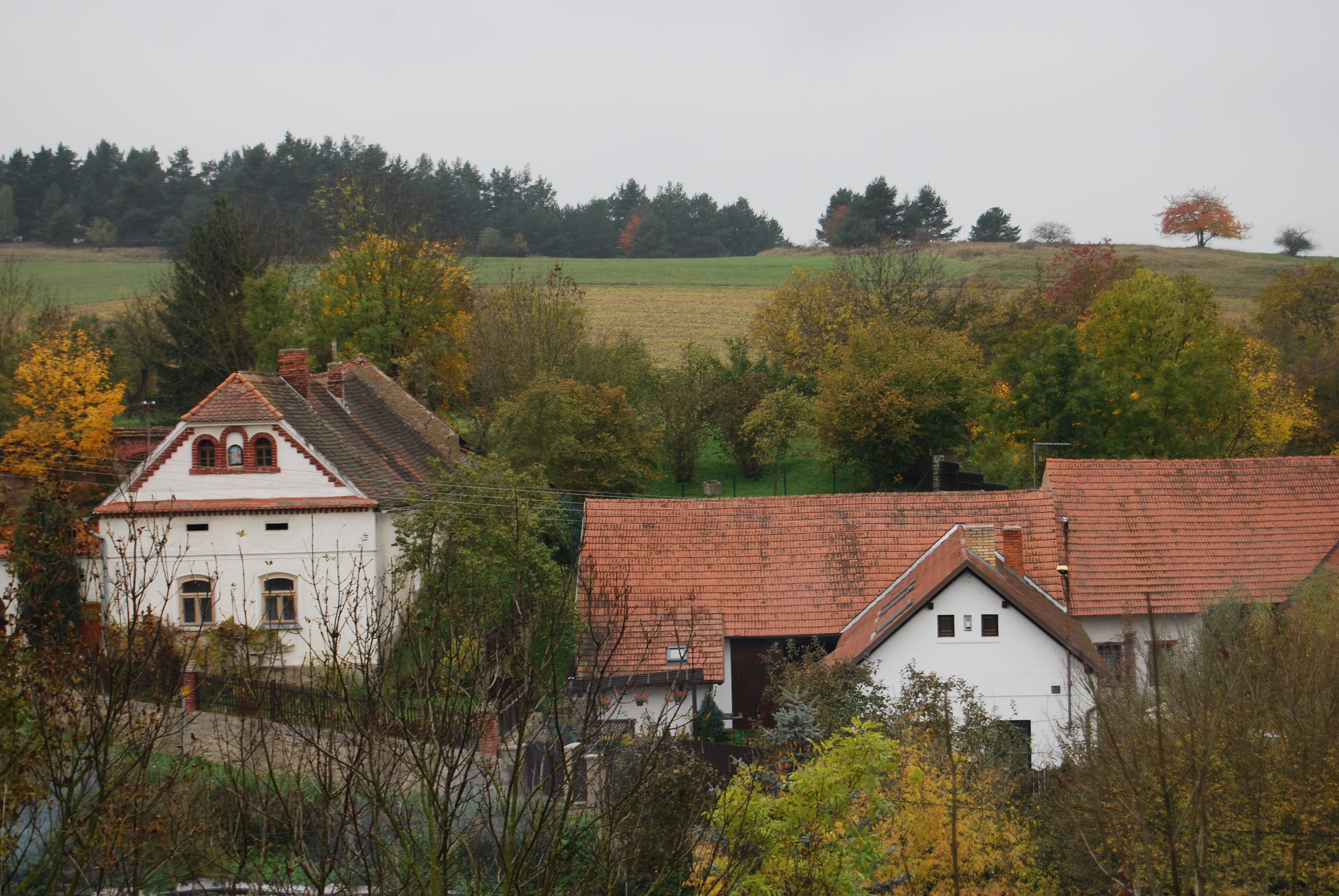
Pohled na část obce od kostela
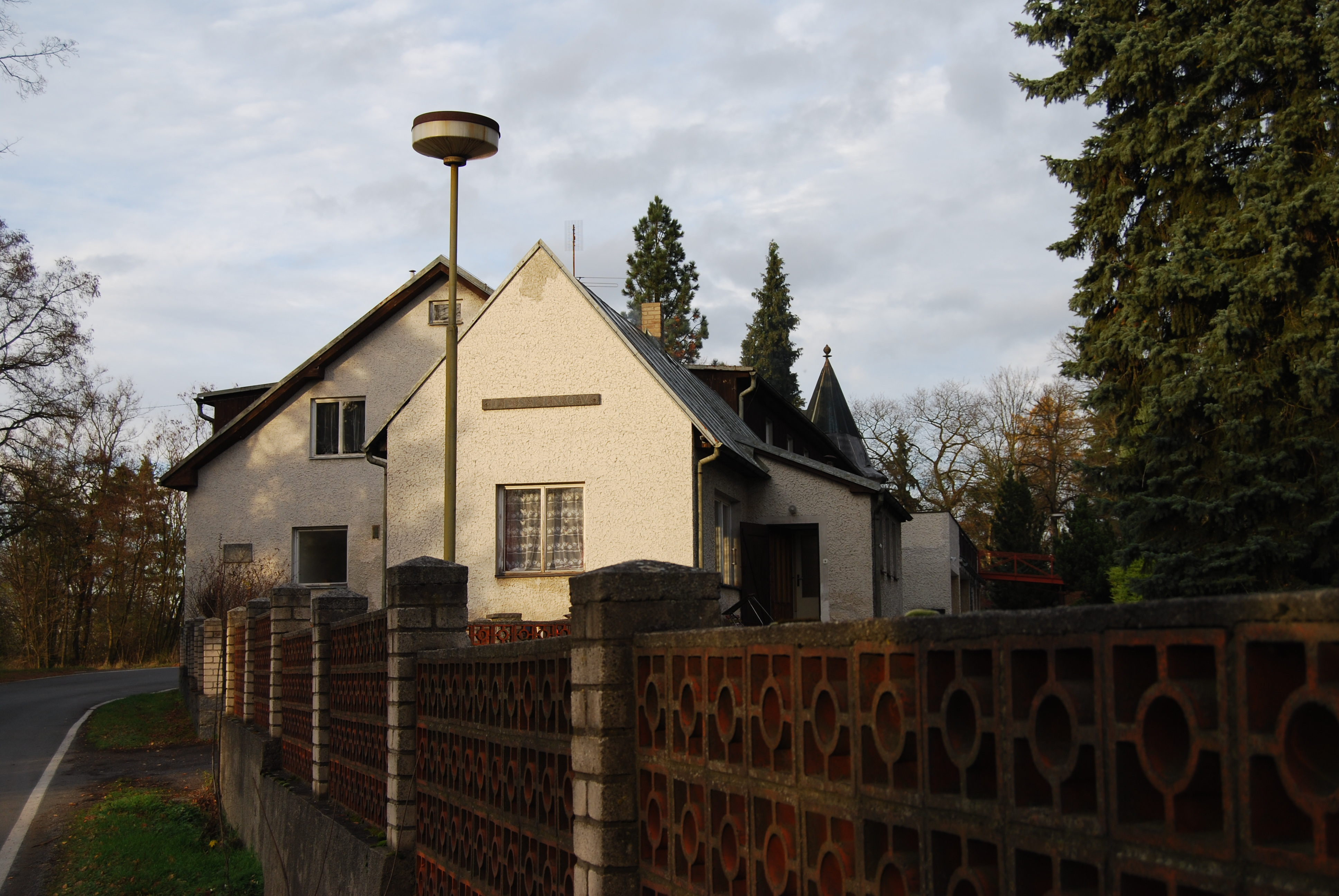
Zámeček Destinov
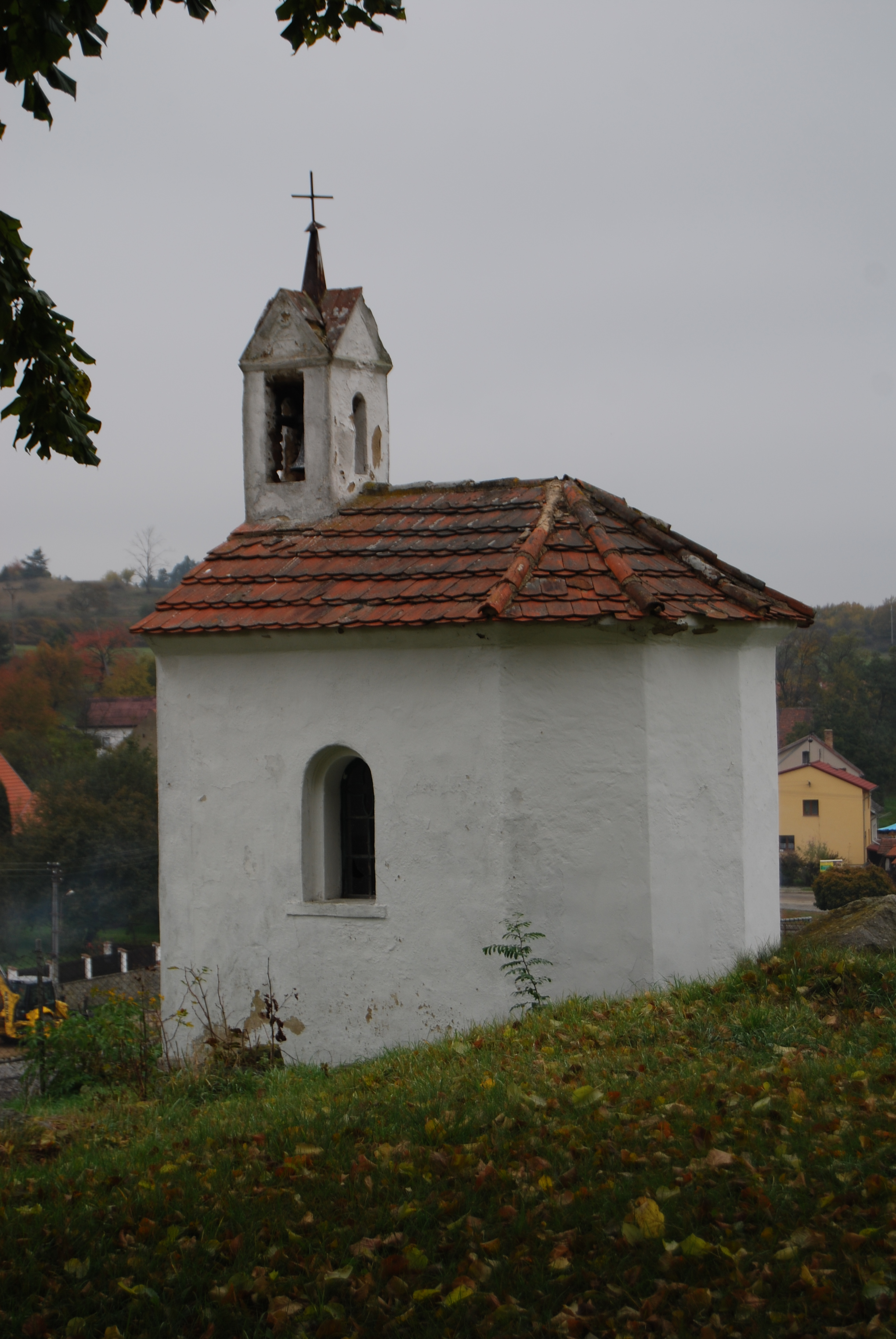
Kaple se zvoničkou